# Haxe
Haxe — об'єктно-орієнтована мова програмування високого рівня загального призначення.
інструментарій Haxe включає однойменну мульти-парадигмову високорівневу мову програмування зі строгою типізацією, крос-компілятор і стандартну бібліотеку функцій. Проектом підтримується трансляція в С++, HashLink/C, JavaScript, C#, Java, PHP, Python і Lua, а також компіляція в байт-код JVM, HashLink/JIT, Flash і Neko, з доступом до рідних можливостей кожної цільової платформи.
Початковий код компілятора поширюється під ліцензією GPLv2, а стандартної бібліотеки і віртуальних машин HashLink і Neko, що розвиваються для Haxe, — під ліцензією MIT.

## Огляд
Автором та основним розробником платформи є французька медійна компанія Motion-Twin, яка також відома як розробник попередника Haxe — mtasc (компілятор ActionScript 2). На цей момент існує громадський фонд Haxe Foundation, що займається підтримкою та розвитком мови.
Мова є expression-орієнтованим з суворою типізацією. Підтримуються прийоми об'єктно-орієнтованого, узагальненого і функціонального програмування. Синтаксис Haxe близький до ECMAScript і розширює його такими можливостями як статична типізація, автовивод типів, зіставлення шаблонів, дженерики, заснований на Ітератор цикл "for", AST-макроси, GADT (Generalized Algebraic Data Types), абстрактні типи, анонімні структури, спрощені визначення масивів, вирази для умовної компіляції, прикріплення метаданих до полів, класів і виразів, інтерполяція рядків ("'My name is $name'"), параметри типів ('new Main <String> ( "foo")') і багато іншого.
Платформа складається з трьох частин, які поширюються під 3 ліцензіями:
- Haxe-компілятор — GPL
- Бібліотеки, що постачаються з компілятором  — Ліцензія BSD
- NekoVM — GNU LGPL version 2.1

Є підтримка наступних платформ:
- Flash (swf версій з 8 до 11, що використовують API мови ActionScript 2 або ActionScript 3)
- JavaScript (існують Haxe-прив'язки для популярних бібліотек, таких як Node.js та JQuery)
- NekoVM (компілюють програми, виконувані віртуальною машиною neko, які можуть використовуватися як серверні файли для вебзастосунків або як основа програм для десктопів)
- PHP
- C++
- C#
- Tamarin
- Java

за допомогою Haxe і пов'язаних з ним технологій (Neko, SWHX, SysTools, SPOD, тощо.) можна створювати додатки, здатні працювати під Windows, Mac OS або Linux.
Таким чином, однією мовою можна писати як клієнтські, так і серверні програми для web, а також настільні додатки для будь-яких платформ.